# صخرة زوما
صخرة زوما (بالإنجليزية: Zuma Rock)‏ هي عبارة عن مونوليث (صخرة ضخمة بوحدات متراصة) عملاقة، وهي صخر متداخل تتكون من الجابرو والجرانوديوريت، موجودة ولاية النيجر، نيجيريا. ترتفع بشكل مذهل مباشرة غرب العاصمة النيجيرية أبوجا، على طول الطريق الرئيسي من أبوجا إلى كادونا قبالة مادالا، ويشار إليها أحيانًا باسم «بوابة أبوجا من سوليجا». ترتفع صخرة زوما حوالي 300 متر (980 قدم) عن ما يحيطها.
كان يتم استخدام صخرة زوما قديماً للانسحاب الدفاعي من قبل شعب غباغي ضد غزو القبائل المجاورة أثناء القتال بين القبائل.
تم وضع صورة صخرة زوما على الورقة النقدية 100 نيرة نيجيرية.